# Invasion du Gansu par les Tuyuhun
Prélude à la Campagne de l'empereur Taizong contre les Tuyuhun
L'invasion du Gansu par les Tuyuhun est un conflit opposant le Royaume des Tuyuhun et la dynastie Tang, qui a lieu en 623. Au cours de la bataille, Chai Shao, le général commandant les troupes Tang, distrait les soldats Tuyuhun en faisant exécuter une danse érotique par deux danseuses. Tandis que les nomades observent cette danse, Chai Shao les attaque par derrière et les vainc, tuant plus de 500 combattants ennemis au cours de la bataille

## Situation avant la bataille
Tout au long de son règne, l'empereur Tang Gaozu (r. 618-626), le premier empereur de la dynastie Tang, doit faire face aux incursions fréquentes sur le sol chinois des différents peuples et royaumes frontalier. Parmi eux on trouve le Khanat des Tuyuhun, un peuple appartenant à la puissante tribu nomade proto-mongole tabghach des Xianbei et qui vit à l'ouest du territoire des Tang.
Murong Fuyun, le Khan des Tuyuhun, conteste en permanence l'autorité chinoise dans les régions frontalières de l'empire chinois et lance régulièrement des raids contre les fermes et colonies chinoises situées le long de la frontière occidentale des Tang.

## La bataille

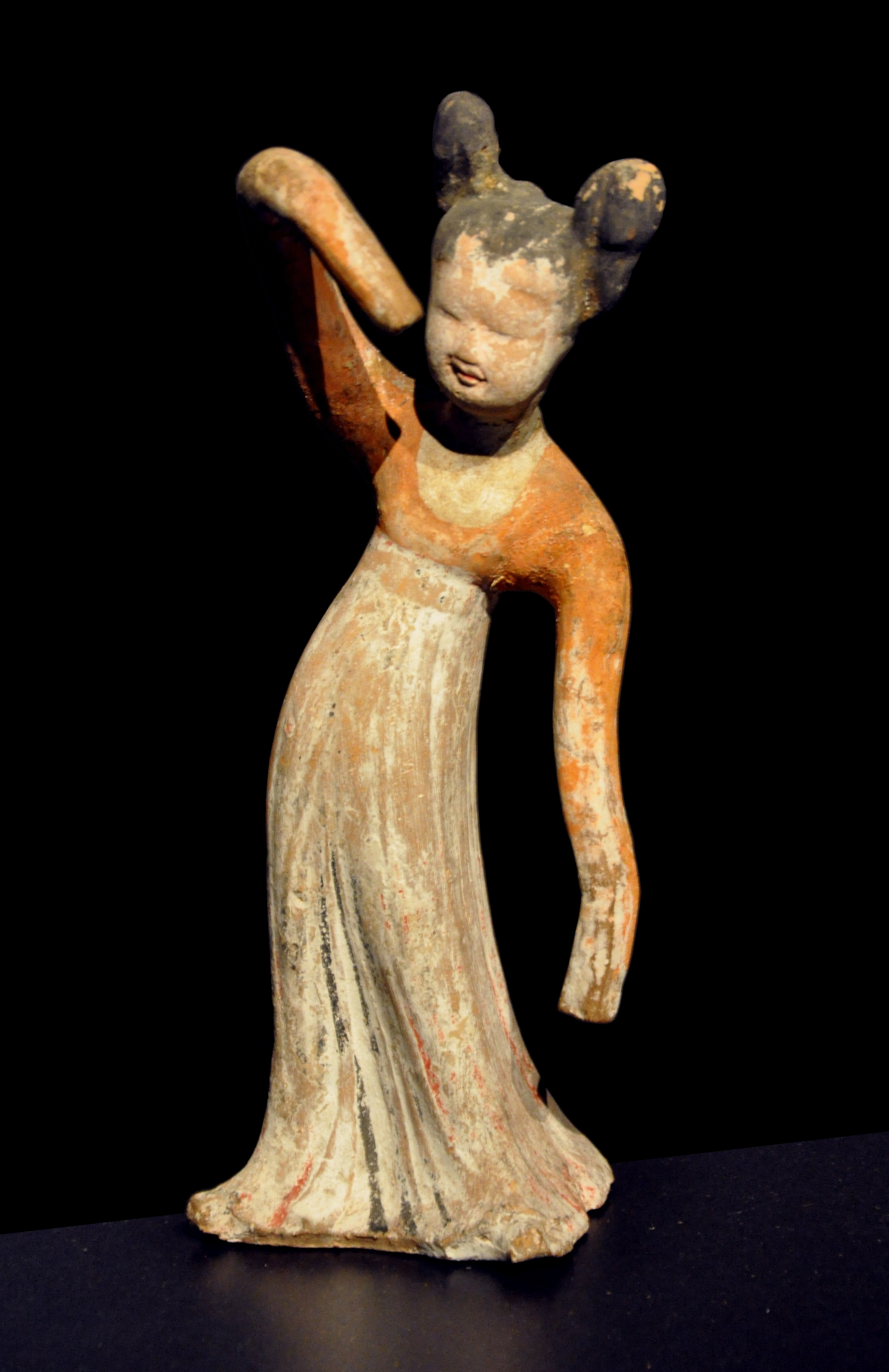
Figurine en terre cuite représentant une danseuse, VIIIe siècle, Dynastie Tang.

En 623, les Tuyuhun lancent un nouveau raid. Ils partent de leur territoire, qui se situe dans les pâturages entourant le lac Qinghai, ou Kokonor pour les mongols, et envahissent le Gansu. Gaozu répond a cette intrusion en envoyant le général Chai Shao vaincre ces guerriers nomades et empêcher d'autres incursions. Lorsque Shao arrive sur place, il commence par être repoussé par les Tuyuhun, qui tiennent une position surélevée et criblent de flèches les soldats chinois qui essayent de s'approcher d'eux.
Pour citer l'historien Charles Patrick Fitzgerald, Chai Shao "was a general of many, if unorthodox, resources." Cette bataille est, en effet, pour lui l'occasion de recourir a une méthode aussi efficace qu'inhabituelle. Pour vaincre ses adversaires, il utilise un leurre en envoyant deux danseuses et un groupe de musiciens sur une petite colline située près du camp des Tuyuhun. Les musiciens commencent a joué du Pipa, un instrument à cordes d'origine étrangère, tandis que les danseuses s'installent au sommet d'une colline, ou elles commencent a exécuter une danse érotique devant les nomades. L'attention des Tuyuhun est alors entièrement focalisées sur les danseuses et, oubliant toute formation ou discipline militaire, ils se précipitent sur la colline pour mieux voir la danse.
Saisissant l'occasion, Chai Shao surprend les soldats qui sont distrait par la performance des danseuses et les attaque par derrière avec sa cavalerie. Plus de 500 soldats Tuyuhun sont tués lors de la bataille qui s'ensuit, ce qui oblige les nomades à battre en retraite et évacuer le Gansu. Fitzgerald termine sa description de la défaite des Tuyuhun avec la leçon de morale suivante: "Il est des plus imprudent, au milieu de la bataille, de laisser l'esprit s'attarder sur les délices de la paix."

## Conséquences
Le conflit entre les Tuyuhun et les Tang continue après la bataille. Entre 634 et 635, l'empereur Tang Taizong, le fils et successeur de Gaozu, organise une grande expédition militaire contre les Tuyuhun dirigés par le général Li Jing. Durant cette expédition, les troupes des Tang sont renforcées par des soldats envoyés par leurs alliés tangoutes et turcs. Finalement, les Tuyuhun sont vaincus et deviennent des vassaux de la Cour Impériale des Tang.